# Надзвичайно низька частота
Надзвичайно низька частота (англ. Extremely low frequency) — позначення МСЕ для електромагнітного випромінювання (радіохвиль) із частотами від 3 до 30 Гц і довжинами хвиль від 100 000 до 10 000 кілометрів, відповідно. В науці про атмосферу зазвичай дається альтернативне визначення, починаючи з 3 Гц до 3 кГц. У науці про магнітосферу, електромагнітні коливання нижчої частоти (пульсації, що відбуваються нижче ~3 Гц) вважаються такими, що знаходяться в діапазоні ULF, який, таким чином, також визначається інакше, ніж радіодіапазони МСЕ.
Радіохвилі ELF генеруються блискавкою та природними збуреннями в магнітному полі Землі, тому вони є предметом дослідження вчених-атмосферників. Через складність створення антен, які можуть випромінювати такі довгі хвилі, частоти ELF використовувалися лише в небагатьох системах зв’язку, створених людиною. Хвилі ELF можуть проникати через морську воду, що робить їх корисними для зв’язку з підводними човнами, і кілька країн побудували військові передавачі ELF для передачі сигналів на свої підводні човни, які складаються з величезних заземлених дротяних антен (наземних диполів) довжиною 15-60 км і передавачами з потужністю у кілька мегават. Сполучені Штати, Росія, Індія та Китай є єдиними країнами, які побудували ці засоби зв’язку.